# Завішув (Свідницький повіт)
Завішув (пол. Zawiszów, нім. Säbischdorf) — село в Польщі, у гміні Свідниця Свідницького повіту Нижньосілезького воєводства.
Населення — 111 осіб (2011).
У 1975-1998 роках село належало до Валбжиського воєводства.

## Демографія
Демографічна структура станом на 31 березня 2011 року:
|          | Загалом | Допрацездатний вік | Працездатний вік | Постпрацездатний вік |
| -------- | ------- | ------------------ | ---------------- | -------------------- |
| Чоловіки | 57      | 9                  | 45               | 3                    |
| Жінки    | 54      | 12                 | 31               | 11                   |
| Разом    | 111     | 21                 | 76               | 14                   |